# Jacques Février

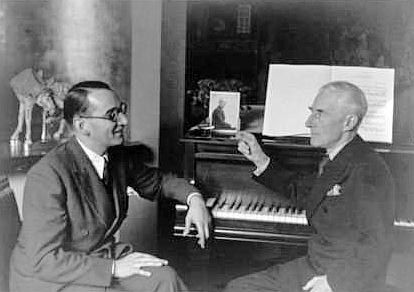
Jacques Février (links) met Maurice Ravel in Parijs in 1937

Jacques Février (Saint-Germain-en-Laye, 26 juli 1900 - Épinal, 2 september 1979) was een Frans pianist. 
Jacques Février was de zoon van de componist Henry Février. Hij was leerling van Edward Risler en Marguerite Long aan het Parijse Conservatorium. Hij behaalde er de Premier prix in 1921.
In 1932 speelde hij de première van het Concert voor twee piano's van Francis Poulenc samen met de componist. Hoewel Paul Wittgenstein de première speelde van het Linkerhandconcert van Ravel, was Février de eerste Franse pianist het stuk speelde, op speciaal verzoek van Ravel. 
Hij maakte veel opnames van met name Franse muziek. Hij werd bekroond met de Grand Prix du Disque van de Académie Charles-Cros in 1963 voor zijn opname van de pianowerken van Ravel. Hij was docent aan het Conservatorium van Paris, waar hij les gaf aanonder anderen Gabriel Tacchino (met wie hij samen opnames maakte van werk van Ravel) en Alain Planès. Hij steunde de pianisten Alain Balageas (een leerling van Frieda Valenzi en Monique La Bruchollerie) vanwege zijn concert in Carnegie Hall ter ere van de honderdste verjaardag van de geboorte van Maurice Ravel en Georges Cziffra sinds zijn eerste concert in Parijs.
Février overleed in Épinal in 1979, een paar weken nadat hij door een auto was aangereden op het platteland.
- Biblioteca Nacional de España: XX927572
- Bibliothèque nationale de France: cb138939063 (data)
- Gemeinsame Normdatei: 132203162
- International Standard Name Identifier: 0000 0000 5955 480X
- Library of Congress Control Number: n86099433
- MusicBrainz: 5305a2c7-b25d-4065-9678-ddaaba76bbbc
- Nationale Bibliotheek van Tsjechië: xx0076332
- Nationale Bibliotheek van Israël: 987007604415805171
- Système universitaire de documentation: 086236792
- Virtual International Authority File: 56796050
- WorldCat: E39PBJwMFpymFdyrT96BR7x4bd